# Takaida (métro d'Osaka)
Takaida (高井田駅, Takaida-eki) est une station du métro d'Osaka sur la ligne Chūō à Higashiōsaka dans la préfecture d'Osaka.

## Situation sur le réseau
La station Takaida est située au point kilométrique (PK) 16,1 de la ligne Chūō, entre les stations Yumeshima et Nagata.

## Histoire
La station a été inaugurée le 5 avril 1985.

## Services aux voyageurs

### Accès et accueil
La station est ouverte tous les jours.

### Desserte
- Ligne Chūō :
  - voie 1 : direction Nagata (interconnexion avec la ligne Kintetsu Keihanna pour Nara-Tomigaoka)
  - voie 2 : direction Yumeshima

### Intermodalité
La gare de Takaida-Chūō (ligne Osaka Higashi) est située à proximité de la station.